# Ujváry Ferenc
Érsekújvári Ujváry Ferenc (Kisoroszi, 1898. június 8. – Kisoroszi, 1971.) magyar festőművész, Érsekújvári Ujváry Ignác fia.

## Élete
Érsekújvári Ujváry Ignác festőművész és Dubois Mária fiaként született Kisorosziban. 1923. szeptember 8-án Budapesten, a II. kerületben házasságot kötött Bosnyák Róza Máriával, Bosnyák Vilmos és Samp Jozefa lányával. Budapesten a Magyar Királyi Képzőművészeti Főiskolán, illetve édesapjától tanult. Naturalista stílusban festett tájképeket, 1924-től fogva szerepelt műveivel a Műcsarnokban. Egész életében szülőfalujában alkotott, dolgozó embereket, a dunai tájat festette meg. Fényképészettel is foglalkozott, műtermet rendezett be otthonában.